# Істибаня
Істибаня (мак. Истибања) — село у Північній Македонії, яке входить до общини Виниця, що в Східному регіоні країни.
Громада складається з — 1476 осіб (перепис 2002) і всі македонці. Село розкинулося в низинній місцевості (середні висоти — 373 метрів), яку македонці називають Кочанська низовина.